# Taonan
Taonan (chinois simplifié : 洮南 ; pinyin : Táonán) est une ville de la province du Jilin en Chine. C'est une ville-district placée sous la juridiction administrative de la ville-préfecture de Baicheng.

## Démographie
La population du district était de 433 670 habitants en 1999.